# Piaggio Liberty

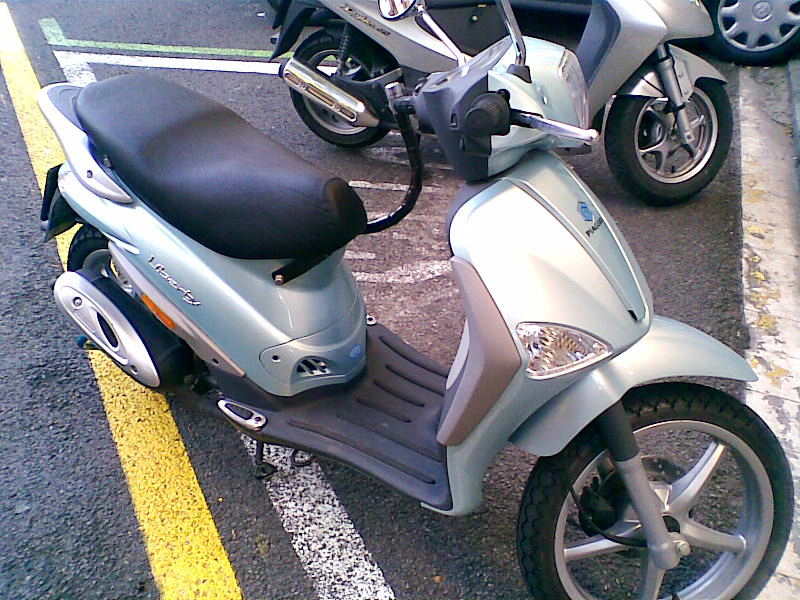
Liberty uit 2008

De Piaggio Liberty is een scooter model van het Italiaanse merk Piaggio. De scooter werd als bromscooter van 50cc op de markt gebracht in 1997. In 2003 kwamen er 125 en 150 cm³ luchtgekoelde 4-takt versies beschikbaar. Kenmerkend voor de Liberty zijn de grotere wielen dan de meeste scooters, namelijk 14 en 16 inch.

## Model 2004
In 2004 werd het model aangepast. De 150cc motor werd door de 200cc versie vervangen. Van de 50cc versie kwam naast de 2-takt ook een 4 takt versie beschikbaar.

## Model 2009
In 2009 werd het model opnieuw onder handen genomen en gemoderniseerd. Het zadel bevindt zich een centimeter lager dan de vorige generatie. De 200cc versie werd ingeruild voor de 150cc versie.
In Nederland is de Liberty leverbaar in 50cc 4-takt (bromscooter) en met de 125cc LEADER motor (motorscooter).
Ape · Si · Ciao · Sfera (1991-1998) · Skipper/SKR/Quartz (1993-2004) · Zip (1993-) · Fly (2005-) · Typhoon/TPH (1993-2005) · Liberty (1997-) · (Super) Hexagon (1994-2003) · NRG (1997-) · B125/Beverly · X8 · X9 · MP3

Zie ook: Aprilia · Vespa · Gilera